# Vodo di Cadore
Vodo di Cadore (ladinisch: Guòdo) ist eine italienische Gemeinde mit 819 Einwohnern (Stand 31. Dezember 2023) in der Provinz Belluno in Venetien.

## Geographie
Die Gemeinde liegt etwa 31 Kilometer nordnordöstlich von Belluno am Fluss Boite im Valle del Boite und gehört zur Comunità montana Valle del Boite. Im westlichen Eck der Gemeinde liegt der Monte Pelmo (3168 m s.l.m.). Der Lago di Vodo di Cadore ist ein kleiner Stausee mit einem Fassungsvermögen von 1,39 Milliarden Kubikmetern, der vom Boite gespeist wird.

## Verkehr
Durch die Gemeinde führt die Strada Statale 51 di Alemagna von San Vendemiano nach Toblach.